# Titularbistum Ierichus
Ierichus (ital.: Gerico) ist ein Titularbistum der römisch-katholischen Kirche, das auf einen Bischofssitz in Jericho (Israel) zurückgeht.
| Titularbischöfe von Ierichus |                                                                 |                                                       |                  |                   |
| Nr.                          | Name                                                            | Amt                                                   | von              | bis               |
| 1                            | Lothar Breidbach zu Bürresheim OSB                              | Weihbischof in Fulda (Deutschland)                    | 1. Juni 1778     | 7. Juli 1794      |
| 2                            | Kaspar Maximilian Droste zu Vischering                          | Weihbischof in Münster (Deutschland)                  | 1. Juni 1795     | 17. Dezember 1825 |
| 3                            | José Buenaventura Aria Bergara                                  | Apostolischer Vikar von Mérida (Venezuela)            | 2. Oktober 1826  | 21. November 1831 |
| 4                            | Pietro Garga                                                    |                                                       | 29. Juli 1872    |                   |
| 5                            | Etienne-Marie Potro                                             |                                                       | 25. Juni 1889    | 11. August 1905   |
| 6                            | Sebastiano Francisco Pifferi OFM Titularerzbischof pro hac vice | Koadjutorerzbischof von La Plata o Charcas (Bolivien) | 1905             | 30. April 1906    |
| 7                            | Graziano Génnaro OFM                                            | Koadjutorvikar von Hankow (Republik China)            | 25. August 1906  | 19. Dezember 1923 |
| 8                            | Paolo Tranquillo Silvestri MCCJ                                 | Apostolischer Vikar von Khartum (Sudan)               | 5. November 1924 | 22. Januar 1949   |
| 9                            | Tarcisio Vinzenzo Benedetti OCD                                 | Weihbischof in Sabina – Poggio Mirteto (Italien)      | 10. Juni 1949    | 11. November 1952 |
| 10                           | Alberto Castelli                                                | Weihbischof in Sabina – Poggio Mirteto (Italien)      | 28. Januar 1953  | 19. Januar 1961   |
| 11                           | Filippo Pocci                                                   | Weihbischof in Rom (Italien)                          | 8. Juli 1961     | 11. Dezember 1991 |
| 12                           | Kamal-Hanna Bathish                                             | Weihbischof in Jerusalem (Israel)                     | 29. Oktober 1994 | 23. Juni 2025     |